# Nueva Biblia del rey Jacobo

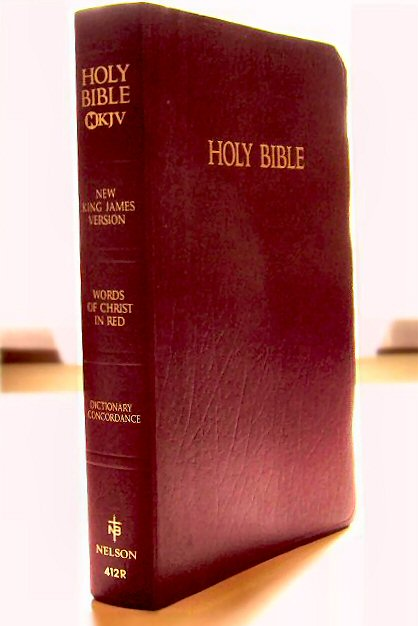

La New King James Version (Nueva Versión del Rey Jacobo) (NKJV) es una revisión moderna de la Biblia del Rey Jacobo, publicada por Thomas Nelson, Inc. El Nuevo Testamento fue publicado en 1979. Los Salmos en 1980. La biblia completa fue publicada en 1982. Tomó un total de 7 años para completarse. La edición anglicanizada fue conocida originalmente como la Revised Authorized Version (Versión Autorizada y Revisada), pero el título NKJV ahora se usa universalmente.
La NKJV se publicó en tres etapas:
- La Nueva Versión de la Biblia del Rey Jacobo, el Nuevo Testamento, 1979
- La Nueva Biblia del Rey Jacobo, el Nuevo Testamento y los Salmos; 1980
- La Nueva Versión del Rey Jacobo de la Biblia, que contiene el Antiguo y el Nuevo Testamento; 1982

Los Gedeones Internacionales, son una organización que coloca Biblias en hoteles y hospitales, ellos utilizan la traducción NKJV.

## Comienzos
El proyecto de revisión de la NKJV, que fue concebido por Arthur Farstad, fue inaugurado en 1975 con dos reuniones (en Nashville y Chicago) de 130 estudiosos de la Biblia, pastores y teólogos. Los hombres que fueron invitados a estas reuniones preparado las directrices para la NKJV. 
El Nuevo Testamento fue publicado en 1979, los Salmos en 1980, y la Biblia completa en 1982 NKJV tomado un total de 7 años en completarse. [4]
El objetivo de sus traductores fue actualizar el vocabulario y la gramática de la versión de la biblia King James, conservando el estilo clásico y la belleza literaria de la versión original de 1611 KJV. Los 130 traductores creían en la fidelidad inquebrantable a la original en griego, arameo y hebreo, incluyendo los Rollos del Mar Muerto. También se añadió para la mayoría de las Biblias New King James una fácil descripciones de los sucesos, historia de cada libro. Se añadió un diccionario bíblico y una actualización de las concordancias.

## Actualización a la versión King James
Según el prefacio de la Nueva Versión King James (p. V-VI), la NKJV usa la edición 1967/1977 de Stuttgart de la Biblia Hebraica para el Antiguo Testamento, con frecuentes comparaciones hechas a la edición de Ben Jaim del Guedolot Mikraot publicados por Bomberg en 1524-1525, que fue utilizado para la versión King James. Tanto el texto del Antiguo Testamento de la NKJV y de la KJV provienen del texto de Ben Asher (conocido como el Texto Masorético). Sin embargo, la edición 1967/1977 de Stuttgart de la Biblia Hebraica utilizado por la NKJV utiliza un manuscrito anterior (el manuscrito de Leningrado B19a) que el de la KJV.
La Nueva Versión King James también utiliza el Textus Receptus ("Texto Recibido") para el Nuevo Testamento, al igual que la versión King James lo había usado. Los traductores también han tratado de seguir los principios de la traducción utilizada en el original versión King James, que los revisores NKJV llaman una "equivalencia total" en contraste con la "equivalencia dinámica" utilizada por muchas otras traducciones modernas.
La tarea de actualización del inglés de la KJR implica cambios significativos en el orden de las palabras, gramática, vocabulario y ortografía. Una de las características más importantes de la NKJV era el abandono de pronombres de segunda persona antiguos en inglés como “thou”, "thee", “ye”, “thy”, y “thine”. Formas verbales se modernizaron también en la NKJV (por ejemplo, "speaks" y no "speaketh").

## Críticas

### Idioma estilo
Una de las principales críticas es que se hace en un formato de lenguaje que nunca se ha hablado. Por el mantenimiento de gran parte de la estructura y la sintaxis isabelina de la KJV (un efecto intencional por parte de los revisores, que destinado a un lector para poder seguir a lo largo de una versión como la otra versión se lee en voz alta), a veces la NKJV ha sido criticado por los que para poner en palabras modernas arcaica pedidos. A diferencia de la Versión Revisada de 1881-85 y el American Standard Version de 1901, que trata de tomar ventaja de la izquierda moderna de becas, pero el texto global arcaico redactado en jacobea la lengua, la NKJV sonidos ni jacobino ni particularmente moderno.
Por otra parte,un 

### Detrás de los textos
Una segunda crítica importante supone el hecho de que se basa, como se indicó anteriormente, únicamente en los textos antiguos disponibles en el momento de la King James y no en anteriores manuscritos y documentos que han sido descubiertas. Dado que estos manuscritos, la mayoría de los cuales - para el NT - reflejan un tipo textual alejandrino, se sostuvo por la mayoría de eruditos bíblicos de hoy a ser más fiable, la adhesión a la Nkjv el Mayoría de texto (que tiene vínculos con el Textus Receptus) parece a muchos de violar el espíritu de apertura y de becas de investigación abierto, y asignar un nivel de perfección de los documentos disponibles para el siglo XVII los estudiosos que no han reclamado para ellos.
Sin embargo, no todos los textos críticos de acuerdo en que los primeros manuscritos son las más exactas. Lecturas alternativas basadas en otros textos aparecen como notas a pie de página en la Nueva Versión King James y, a diferencia de otras traducciones (como el Nueva Versión Internacional), la Nkjv valor no contiene comentarios como "los mejores manuscritos añadir, etc " En cambio, las notas simplemente manuscrito establece que no contienen el pasaje (similar al enfoque adoptado previamente por el Traducción del Nuevo Mundo). Sin embargo, es poco probable que aplacar los que consideran que el " Johannine Coma" (en 1 Juan 5:7), por ejemplo, es no es una parte legítima de las Escrituras y no debe ser tratada como tal.

### Sólo el Rey James creencia
Los proponentes de la "King-James-Sólo Movimiento" ver la Nueva Versión King James como algo menos de un verdadero sucesor de la RV. Los defensores de la opinión NKJV como hacer cambios significativos en el sentido de la KJV traductores. Por ejemplo, Actos 17:22, en la que Pablo en la KJV pide a los hombres de Atenas "demasiado supersticiosa", se interpreta en el NKJV tener Paul llaman "muy religiosa".
Al mismo tiempo, muchas iglesias y grupos evangélicos han adoptado la NKJV como un compromiso aceptable entre la RV y una Biblia que utiliza una sintaxis más moderna.